# Anne Le Lorier
Pour les articles homonymes, voir Lorier.
Anne Le Lorier (née le 31 octobre 1952) est une haute fonctionnaire française.

## Biographie

### Biographie
Elle obtient une maîtrise en droit ainsi qu'un diplôme de l'Institut d'études politiques de Paris (section Service public, promotion 1972). Elle intègre l'École nationale d'administration (promotion André-Malraux, 1977).

### Parcours professionnel
Elle entre en 1977 à la direction du Trésor en tant qu'administrateur civil, aux côtés de Pierre-Paul Foucade, Robert Hudry, et Jean-François Pons.
En 1987, elle intègre le cabinet d'Édouard Balladur.
Dans les années 2000, elle fait un bref passage dans le secteur privé, chez Fimalac. 
Elle est la représentante de l'État au conseil d'administration d'Électricité de France (EDF) et de Renault jusqu'en 1998.
Elle a été vice-présidente du Club de Paris.
Elle devient second (2011), puis premier (2012) sous-gouverneur de la Banque de France. Elle est remplacée en 2018 par Denis Beau, tandis que Sylvie Goulard reprend ses attributions, les questions internationales et européennes. 
Son départ à la retraite est médiatisé du fait du maintien pendant trois ans de sa rémunération, avantage réservé aux gouverneurs et sous-gouverneurs en cas de départ à la retraite.
De 2016 à 2018, elle est membre du conseil d'administration de la Banque des règlements internationaux et de Mediawan.

## Ouvrage
- Avec Jean-Pierre Dubreuil, Pierre-Paul Fourcade et Élisabeth Guigou, Législation financière : trésor, vol. 2, Paris, ministère de l'Économie, 1980, 293 p. (BNF 35674204).

## Décorations
- Officière de la Légion d'honneur. Elle a été faite chevalière le 19 avril 2000[11], puis a été promue au grade d'officière le 6 avril 2012[12].
- Commandeure de l'ordre national du Mérite Elle a été fait chevalière le 12 juillet 1996, avant d'être promue au grade de Commandeure le 15 novembre 2018[13].